# Andréi Gavrílov
Andréi Vladímirovich Gavrílov (en ruso: Андрей Владимирович Гаврилов, transliteración Andrej Vladimirovič Gavrilov; 21 de septiembre de 1955, Moscú) es un pianista ruso. Después de ganar el Concurso Internacional Chaikovski en 1974, Gavrílov comenzó su carrera internacional, abruptamente interrumpida dos veces: de 1979 hasta 1984, fue el régimen soviético el que le impuso un aislamiento forzado, de 1993 a 2001, se retiró debido a una crisis personal. Desde 2001, vive en Suiza y estableció allí su carrera.

## Vida

### Familia
Su padre era Vladímir Gavrílov (30 de mayo de 1923, Moscú; f. 4 de diciembre de 1974, en Tver, en circunstancias inexplicables), un conocido pintor soviético de mediados del siglo XX. Su madre era la pianista armenia Assanetta Eguisserián (20 de diciembre de 1925 en Novi Afón; f. 29 de noviembre de 2006, en Lucerna), que había estudiado con Heinrich Neuhaus y dio a Gavrílov a la edad de casi 3 años las primeras clases de piano. Gavrílov describe así su entorno familiar: "fui beneficiado al nacer en una familia de artistas. Mi padre fue uno de los más brillantes pintores de Rusia, incluso estuvo en la Bienal de Venecia compitiendo con Picasso, de hecho Picasso obtuvo la medalla de plata y él la de oro. Mi mamá fue una gran pianista, una genio. Y vivimos en un mundo idealista, completamente aislados, tan es así que ni siquiera recuerdo que nací en la Unión Soviética."

### Los primeros éxitos y disidencia
En 1961, ingresó en la Escuela Central de Música de Moscú, donde tuvo como profesora a Tatiana Kestner, alumna de Aleksandr Goldenweiser. Su formación terminó con otro de los alumnos de Neuhaus, Lev Naúmov, en el Conservatorio de Moscú. Ya a los 18 años y después de un semestre en el Conservatorio, ganó el concurso Internacional Chaikovski de 1974 y alcanzó la fama internacional, debutando en el mismo año en el Festival de Salzburgo invitado por Sviatoslav Richter, que ya desde su juventud fue su protector. Después de la primera parte, es decir, antes del descanso, tuvo que tocar cinco bises. Después de la segunda parte se abrazó a él en la primera fila del público.
Hasta 1979, actuó Gavrílov en los principales centros musicales de oriente y occidente, con un máximo de 90 conciertos al año y siguió aún sus estudios en el Conservatorio.
En 1979,interpretó con Herbert von Karajan, el Primer Concierto de Chaikovski en Berlín e inició la grabación de los conciertos de Rajmáninov con él, a pesar de que Karajan no solía dirigir esos conciertos. En diciembre de 1979, en Berlín, estaban programadas las grabaciones de audio con la Filarmónica de Berlín del Segundo Concierto de piano, pero Gavrílov no apareció. Resultó que había sido puesto en arresto domiciliario por las autoridades, debido declaraciones críticas sobre el régimen soviético. Yuri Andrópov, jefe del KGB, de acuerdo con Leonid Brézhnev, le retiró el pasaporte y los billetes de avión y le cortaron su línea telefónica. Más tarde fue internado algunos periodos bajo arresto domiciliario.

### Rehabilitación y la crisis
Solo a través de la mediación de Mijaíl Gorbachov fue Gavrílov rehabilitado en 1984 y fue el primer ciudadano soviético en disponer de un "pase libre", lo que facilitó la realización de recitales y grabaciones de sonido, que podía hacer en el extranjero sin solicitar asilo político. En una entrevista explicó Gavrílov más tarde: "Yo fui el primer hombre libre ruso. De ello estoy tan orgulloso como de mis éxitos artísticos!"
En marzo de 1985, fuentes oficiales británicas manifestaron que accederían a la petición de asilo político que sin duda haría el importante artista soviético. Sin embargo, uno de los amigos del pianista expresó su sorpresa ante la decisión de Gavrílov. "Ninguno de sus amigos sospechábamos que no pensaba regresar a la Unión Soviética, especialmente por su estrecha relación con su madre, que ha sido su mentora en toda su carrera".
Vivió en el exilio, en Londres, y a partir de 1989 en Bad Camberg en Wiesbaden y también obtuvo la ciudadanía alemana.
Gavrílov tocó con directores como Claudio Abbado, Riccardo Muti y Yevgueni Svetlánov y con las principales orquestas del mundo, en el Carnegie Hall de Nueva York, en el Royal Festival Hall y el Queen Elisabeth Hall, en Londres, y muchos otros Teatros. En 1989 recibió el Premio de la Accademia Musicale Chigiana.

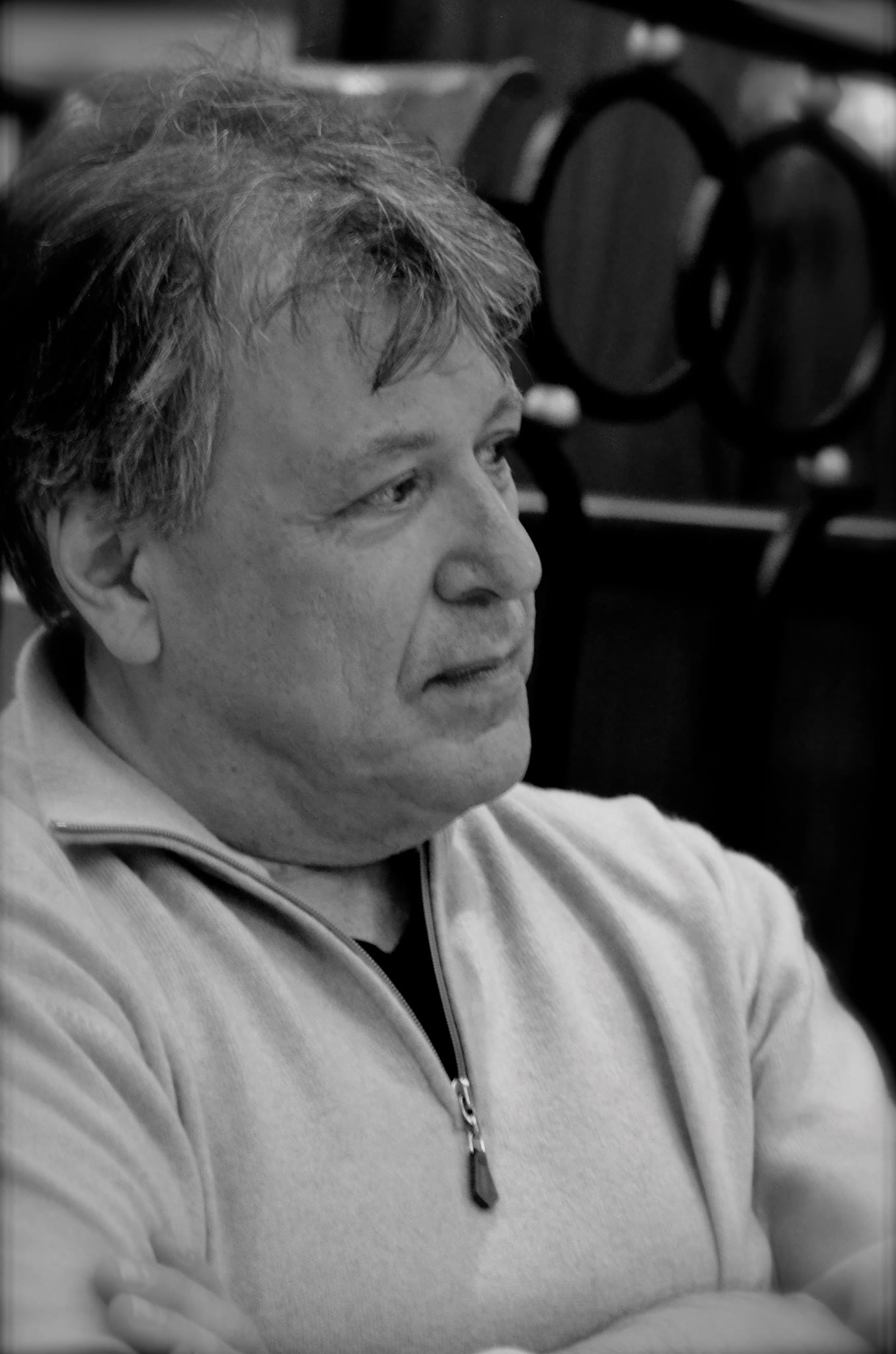
Andréi Gavrílov en enero de 2010

En 1993, entró Andréi Gavrílov en una grave crisis personal.
En medio de una retransmisión en vivo de un concierto en Viena, Gavrílov simplemente salió del escenario y dejó todos los conciertos y grabaciones de estudio. Durante nueve años, buscó según sus propias declaraciones, la comunión con Dios, impulsos religiosos y filosóficos en los estudios y se ocupaba de las intenciones de los compositores de las obras. Fue a Palestina, a Israel, e incluso a las Islas Fiyi, en el pacífico sur.

### Tercera Carrera
En 2001, reapareció Gavrílov. En Suiza, encontró su nuevo hogar, donde habitó primero en Lucerna y comenzó en la temporada 2001/2 de nuevo. Desde agosto de 2008, vive con su segunda esposa, una joven japonesa, pianista y su hijo en el Cantón de Zúrich.
En septiembre de 2009, Andréi Gavrílov inició una clamorosos gira en la ciudad siberiana de Tiumén y a través de Ekaterimburgo, en los Urales, lo llevó después a Moscú y San Petersburgo. En noviembre, tocó Gavrílov en Ucrania, para luego, en diciembre tocar en las ciudades siberianas de Novosibirsk y de Krasnoyarsk.
La dramática biografía de Gavrílov se convertirá próximamente en una película de Hollywood.

## Estilo y grabaciones
Gavrílov es un pianista de gran virtuosismo y fuerza. Ya en 1974, Melódiya publicó el Concierto n.º 1 de Chaikovski de la gala de Ganadores del Concurso Chaikovski, así como un programa en vivo de solista. En 1976, una grabación de estudio de los 3 Conciertos de Rajmáninov. De 1977 a 1989, hizo grabaciones en exclusiva para EMI. De esta época data la legendaria grabación de los Estudios de Chopin y de otras muchas obras, especialmente de Chopin, Scriabin, Prokófiev, Rajmáninov y J. S. Bach.
De 1991 a 1993, grabó para Deutsche Grammophon, donde Gavrílov, vuelve sobre algunas obras de su repertorio ya publicadas con EMI. Se programaron una serie de proyectos, algunos no realizados, de las Suites inglesas de Bach, de la totalidad de la obra de Beethoven para piano, con la Fantasía coral y las Variaciones Diabelli, así como los conciertos de piano de Grieg y Schumann.
Gavrílov está considerado por los críticos musicales como uno de los mejores intérpretes de todos los tiempos de Chopin, Prokófiev y Rajmáninov. Gavrílov ha abordado con éxito todos los estilos y estéticas del gran piano que el romanticismo llevó a una síntesis sinfónica.
En 2011, apareció su controvertido libro Cháinik, Fira y Andréi que abarca el período de su vida en la Unión Soviética, escrito en idioma ruso, en el que Cháinik (tetera en ruso) es como Gavrílov se refiere al Concurso Chaikovski, Fira es el sobrenombre que Mstislav Rostropóvich le dio a Sviatoslav Richter y Andréi es el propio autor.

## Discografía
En 1974
- Chaikovski: Concierto para piano N.º 1; con la Orquesta Sinfónica de la Radio de la URSS, Dirección Dmitri Kitayenko (Concierto del Concurso Chaikovski de 1974 en vivo).
- Haydn: Sonata en Mi Bemol Mayor Hob. XVI/52; Scriabin: Etude op 42/5; Liszt: La Campanella; Chaikovski: Variaciones op 19/6; Ravel: Pavane pour une enfante defunte; Scarbo de Gaspard de la nuit.

En 1976
- Rajmáninov: Concierto para piano N.º 3; con una Orquesta compuesta por Miembros de la Orquesta Sinfónica Estatal, la Filarmónica de Moscú, así como de la Orquesta Académica de la URSS, dirigidos por Alejandro Lazarev.

En 1977
- Prokófiev: Concierto para piano N.º 1; 2 Piezas de Romeo y Julieta. Ravel: Concierto para piano para la Mano Izquierda; Pavane pour une enfante defunte. Orquesta Sinfónica de Londres, dirigida por Simon Rattle.
- Ravel: Gaspard de la nuit. Prokofiew: la Sugestión diabólica. Liszt: La Campanella. Chaikovski: Variaciones op 19/6. Mili Balákirev: Islamej.
- Chaikovski: Concierto para piano N.º 1; con la Philharmonia Orchestra, dirigida por Riccardo Muti.
- Dmitri Shostakóvich: Sonata para violín y piano op 134, con Gidon Kremer (en directo de la Gran Sala del Conservatorio de Moscú). Melodija.

En 1979
- Händel: Suites HWV 426, 429, 431, 432, 436, 437, 440, 447 (en vivo desde el Festival de Tours, en el Chateau de Marcilly-sur-Maulne; el resto de Suites las tocó Sviatoslav Richter).
- Prokófiev: 10 Piezas de Romeo y Julieta; Sonata para piano n.º 8.
- Weber: Grand Duo Concertante op 48; Hindemith: Violinsonate op 11; Schnittke: Violinsonate N.º 2. Con Gidon Kremer.

En 1981
- Beethoven: Concierto para piano N.º 3. Orquesta Sinfónica de la URSS, dirigida por Yuri Temirkánov. En vivo, Melodija.
- Weber: Grand Duo Concertante op 48; Johannes Brahms: Klarinettentrio op 114; Alban Berg: 4 Piezas para Clarinete y Piano. Con Ivan Monighetti, Violonchelo, Anatoli Kamischew, Clarinete. Melodija.

En 1982
- J. S. Bach: Conciertos para piano, BWV 1052-1058, con la Orquesta de Cámara de Moscú, dirigida por Yuri Nikolajewski. Melodija

En 1983
- Wolfgang Amadeus Mozart: Concierto para 2 pianos KV 365; Mendelssohn: Concierto para 2 pianos. Con Dang Thai Son. Orquesta de Cámara de Moscú, Dirigida Por Pavel Kogan. Melodija.

En 1984
- Johann Sebastian Bach: Las Suites Francesas 1-6.
- Rajmáninov: Selección de obras de piano de los op 3, 16, 23, 32, 39.
- Scriabin: 4 Sonatas; Preludios op 9/1; 11/2,4-6,8-14,16,18,20,22,24; 13/1-3; 15/1,5; 16/2,4; Etude op 42/5.

1984/1985
- Chopin: Sonata N.º 2; 4 Baladas.

1985/1987
- Chopin: Estudios, op 10 y 25.

1986
- J. S. Bach: Conciertos para piano, BWV 1052-1058, con la Academy of St Martin in the Fields, dirigida por Neville Marriner.
- Rachmaninov: 3 Conciertos para piano con la Orquesta de Filadelfia, dirigida por Riccardo Muti.

1987
- Schumann: Papillons, Carnaval, Faschingsschwank de Viena.

1988
- W. A. Mozart: Sonatas KV 331, 332; Fantasía KV 397; Preludio y Fuga KV 394.
- Chaikovski: Conciertos para piano N.º 1 y N.º 3, con la Filarmónica de Berlín, dirigida por Vladímir Áshkenazi (en vivo).

En 1989
- Rajmáninov: Concierto para piano N.º 2; Rapsodia sobre un Tema de Paganini; con la Orquesta de Filadelfia, dirigida por Riccardo Muti.
- Rachmaninov: Concierto para piano N.º 2; con la Royal Philharmonic Orchestra, dirigida por Vladimir Ashkenazy (en vivo en Moscú)
- Stravinski: Concierto para dos Pianos; Le sacre du printemps; Scherzo; Sonata para 2 Pianos, con Vladimir Ashkenazy, Decca Records

1991
- Chopin: Sonata N.º 2; 4 Baladas
- Prokofiew: Sonatas Para Piano N.º 3, 7 y 8
- Schubert: Impromptus D. 899 y D. 935

En 1992
- J. S. Bach: Variaciones Goldberg.
- Britten: Friday Afternoons op 7, Vanidad Dorada, op 78 (ambas con los Niños Cantores de Viena); Vela, Night, Ballad of Little Musgrave y Lady Barnard (todos de la Holiday Suite op 5).
- Prokofiew: 10 Piezas de Romeo y Julieta; la Sugestión diabólica. Prelude op 12/7. Ravel: Gaspard de la Nuit; Pavane pour une enfante defunte.

1993
- J. S. Bach: Suites Francesas 1-6.
- Grieg: Piezas Líricas de los op 12/1; 38/1; 43/1,2,6; 47/2-4; 54/1-5; 57/6; 62/4; 65/5-6; 68/3,5; 71/1-3,6-7

1999
- Chopin: Sonata N.º 2; Baladas N.º 1, 4; Estudios op 10/3-5,9,12. Live Monasterio De Maulbronn, K&K.